# Bomilkar
Bomilkar var en amiral i Karthago 215-212. Han var gift med en dotter till Hamilkar Barkas och son till Hanno (deltog i sin morbror Hannibal Barkas krig mot Rom, och har fått stor del av förtjänsten till vinsten vid slaget vid Cannae år 216.).